# Davydkovo (stanice metra v Moskvě)
Davydkovo (rusky Давыдково) je stanice moskevského metra na lince Bolšaja kolcevaja, která byla zprovozněna 7. prosince 2021 v rámci úseku Mňovniki - Kachovskaja. Je pojmenována podle nedaleko nacházející se bývalé osady, jejíž území je dnes součástí čtvrti Fili-Davydkovo (Фили-Давыдково), ve které se stanice částečně nachází.

## Charakter stanice
Stanice Davydkovo se nachází ve čtvrtích Možajskij rajon (Можайский район) a Fili-Davydkovo podél Aminěvského šosse (Аминьевское шоссе) u jeho křížení s Iniciativnou ulicí (Инициативная улица ). Jedná se o území bývalého města Kuncevo, které se v roce 1960 stalo součástí Moskvy. Stanice disponuje jedním vestibulem s jedním povrchovým pavilonem. Trať metra je zde vybudována v dvoukolejném tunelu, proto stanice Davydkovo má dvě boková nástupiště, jež jsou propojena s vestibuly prostřednictvím výtahů a eskalátorů, které však končí nad úrovní nástupišť. Zbytek musí cestující dojít po schodišti. Nástupiště jsou propojena mostem s výhledem na stanici.     
Jelikož se stanice nachází v blízkosti velké základny Ministerstva pro mimořádné situace, design stanice je tomu plně věnován. Celá stanice je laděna do bílé, šedé, modré a červené, což jsou barvy, které Ministerstvo pro mimořádné situace má ve znaku. Umělecká díla věnující se této tematice se nacházejí v celém prostoru pro cestující. Zatímco v případě pavilonu se jedná o techniku tisku na sklo, v prostoru pokladen, na sjezdech eskalátorů a přímo na nástupištích se pak jedná o bílé bas-reliéfy, které jsou vytvořeny z pohledového betonu.    
Stěny nástupišť vyplňují panely ukazující hlavní úkoly Ministerstva pro mimořádné situace v době míru. Jsou zde vyobrazeni například minéři, hasiči, potapěči, letadlo, letadlo Berijev Be-200 určené k likvidaci lesních požárů, kynologové a další oddíly pracovníků tohoto ministerstva určené k záchraně životů i přírody. Toto vše je zde doplněno mottem: prevence, záchrana, pomoc. Strop prostoru nástupiště zdobí zrcadlové panely, které opticky rozšiřují prostor. Mezi kolejemi je pak umístěna červená sloupová stěna s průhledy na protější nástupiště. Tato stěna je taktéž okrášlena panely s tematikou stanice.    
Na stropě v prostoru eskalátorů je několik kompozic, kde je opět napsáno motto ministerstva: prevence, záchrana, pomoc. Stěny jsou zde z pohledového betonu s mozaikovými vložkami z přírodního kamene a smaltu. Pokladní sál zdobí dílo „Hvězda spásy“. V jeho středu je ikona Hořícího keře, patronka Ministerstva pro mimořádné situace, a na okraji je požární věž. Panel je rovněž vyroben z pohledového betonu, jeho střed s ikonou je pak tvořen mozaikou z přírodního kamene. Povrchový pavilon je vyzdoben vitráží "Hrdinové jsou vždy nablízku“. Toto dílo zobrazuje velké postavy zástupců různých služeb ruského Ministerstva pro mimořádné situace: hasičů, ženistů, báňských záchranářů, pilotů, potápěčů, lékařů a tak dále.

## Fotogalerie
- Eskalátory na stanici Davydkovo
- Průchod mezi nástupišti